# Isola di Žochov
L'isola di Žochov (in russo Остров Жохова, ostrov Žochova) è una delle isole De Long che fanno parte dell'arcipelago delle isole della Nuova Siberia. Amministrativamente fa parte del Bulunskij ulus del territorio della repubblica autonoma russa della Sacha-Jacuzia, nel circondario federale dell'Estremo Oriente, (Siberia Orientale).

## Geografia
L'isola di Žochov si trova nel Mare della Siberia Orientale. Il mare che la circonda è coperto da ghiacci anche d'estate, l'isola è disabitata. Ha una superficie di 58 km² e un'altitudine massima di 123 m (monte Konusnaja). L'isola si trova 128 km a nord-est di Novaja Sibir'.

## Storia
Da ritrovamenti di utensili di pietra, osso, corno e avorio, e aste di frecce in legno, l'isola risulta essere stata abitata nel Mesolitico.
Žochov è stata scoperta e mappata il 27 agosto 1914, durante la spedizione idrografica della Marina imperiale russa nell'Oceano Artico guidata da Boris Andreevič Vil'kickij a bordo delle navi Tajmyr e Vajgač. In particolare fu Pëtr Alekseevič Novopašennyj, a bordo della Vajgač, che avvistò l'isola. Rimasta in un primo tempo senza nome, venne successivamente chiamata Novopašennyj e poi, nel 1919, quando Novopašennyj venne accusato di tradimento, l'isola venne ribattezzata in onore di Aleksej Nikolaevič Žohov, membro della spedizione.

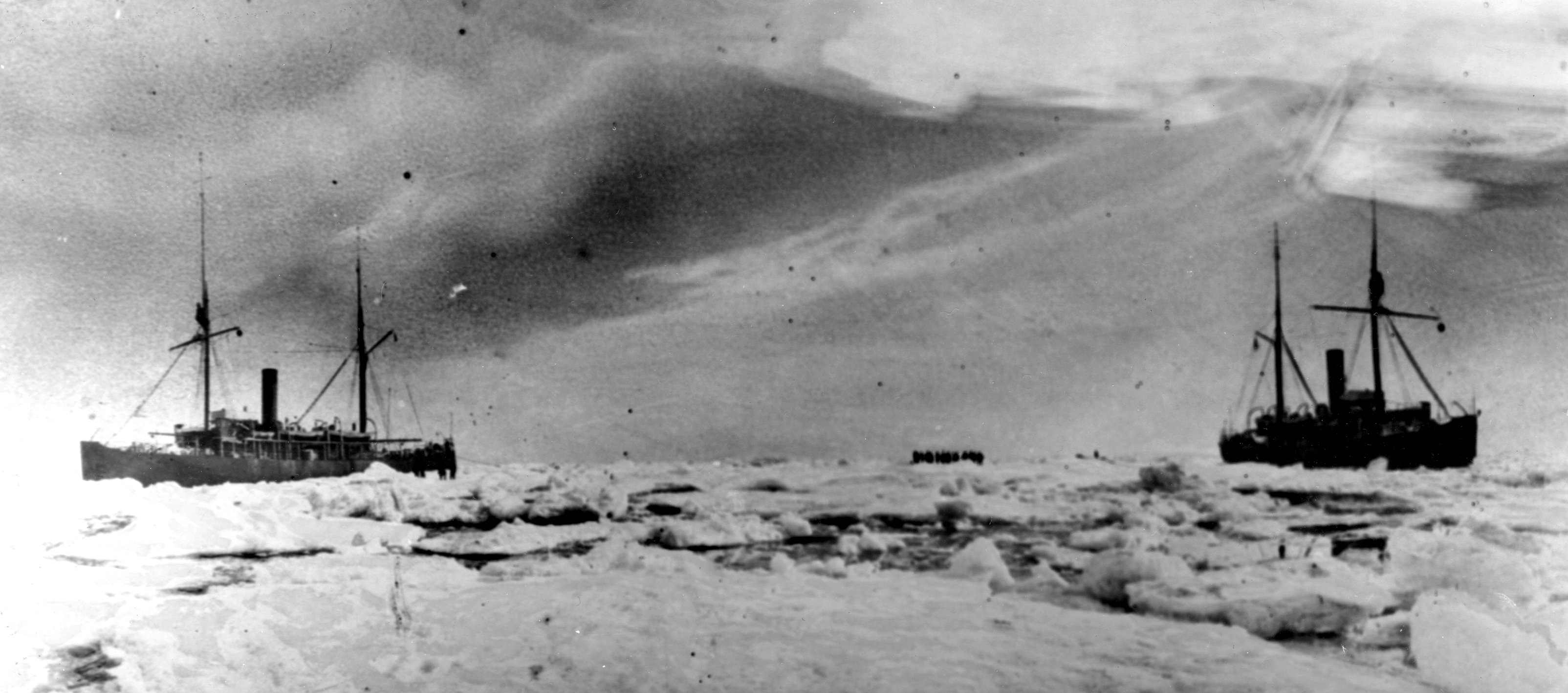
Le navi Tajmyr e Vajgač, 1913